# Юнаци
Юнаци (болг. Юнаци) — село в Болгарии. Находится в Кырджалийской области, входит в общину Момчилград. Население составляет 0 человек.

## Политическая ситуация
В местном кметстве Чуково, в состав которого входит Юнаци, должность кмета (старосты) исполняет Гюрсел Мюмюн Юсеин (Движение за права и свободы (ДПС)) по результатам выборов правления кметства.
Кмет (мэр) общины Момчилград — Ердинч Исмаил Хайрула (Движение за права и свободы (ДПС)) по результатам выборов в правление общины.